# Brachythecium erythrorrhizon
Brachythecium erythrorrhizon là một loài Rêu trong họ Brachytheciaceae. Loài này được Schimp. mô tả khoa học đầu tiên năm 1853.